# Tadaaki Matsubara
Tadaaki Matsubara (松原 忠明 Matsubara Tadaaki?), född 2 juli 1977 i Shizuoka prefektur, är en japansk före detta fotbollsspelare.
Matsubara började sin karriär 1996 i Shimizu S-Pulse. Med Shimizu S-Pulse vann han japanska ligacupen 1996. Efter Shimizu S-Pulse spelade han för Jatco TT, Tokyo Verdy, Okinawa Kariyushi FC och FC Ryukyu. Han avslutade karriären 2007.